# Thyrstein

Stempelstelle „Tyrstein“

T(h)yrstein, auch T(h)ierstein, ist eine Sandsteinformation im Osterholz zwischen der Stadt Derenburg und Blankenburg (Harz) im Landkreis Harz.

## Geografische Lage und Name
Die Felsformation liegt am Nordrand des Harzes in einem Waldgebiet gegenüber vom Regenstein, nur wenige hundert Meter entfernt von der Bundesstraße 81 am südlichen Ende des Osterholzes. Sie ist ca. 230 Meter hoch und damit die höchste Stelle im Osterholz. Auf dem Gipfel steht eine Sitzgruppe mit Schutzhütte. Etwas unterhalb befindet sich die Stempelstelle XVI Tyrstein nach der Romanreihe Im Schatten der Hexen der „Crime & Fantasy“-Autorin Kathrin R. Hotowetz. Sie bringt in ihren Romanen diesen Felsen im Verbindung mit dem Gott Tyr, wie auch der Online-Reiseführer harzlife.de, wo die Vermutung geäußert wird, der „wahre Name“ sei bereits im Mittelalter verschleiert worden, da der Fels jahrhundertelang als Tierstein bekannt war.
Wenige hundert Meter weiter nördlich befinden sich abseits der Wanderwege im Wald verschiedene kleinere Menhire aus dem Neolithikum.